# Attica, stát New York
Attica, stát New York (v anglickém originále Attica) je americký dramatický film z roku 1980. Režisérem filmu je Marvin J. Chomsky. Hlavní role ve filmu ztvárnili Henry Darrow, Charles Durning, Joel Fabiani, Morgan Freeman a George Grizzard.

## Ocenění
Marvin J. Chomsky získal za režii tohoto filmu cenu Emmy.

## Obsazení
| Henry Darrow      | Herman Badillo |
| Charles Durning   | Russell Oswald |
| Joel Fabiani      | Gordon Conners |
| Morgan Freeman    | Hap Richards   |
| George Grizzard   | Tom Wicker     |
| David Harris      | T. J.          |
| Roger E. Mosley   | Frank Green    |
| Arlen Dean Snyder | Vince Mancusi  |